# Болска
Болска (словен. Bolska) је река на североистоку Словеније десна притока реке Савиње дуга 32 km.

## Географске карактетистике
Болска настаје код насеља Лочица при Вранскем у Посавском горју, где се спајају потоци Заплаништица и Мотнишница на надморској висини од 800 метара.. Од извора Болска тече према истоку до Вранског где прима притоку Меришницу, а затим иде даље према истоку све до свог ушћа у Савињу код Преболда.
Слив Болске обухвата око 190 km², и протеже се највећим делом по Савињској долини.